# Pietro Ceccarelli (attore)
Pietro Ceccarelli (Roma, 21 novembre 1926 – Roma, 14 ottobre 1993) è stato un attore e stuntman italiano.

## Filmografia parziale

Pietro Ceccarelli in Acquasanta Joe (1971)

- La strada, regia di Federico Fellini (1954)
- Le notti bianche, regia di Luchino Visconti (1957)
- Revak, lo schiavo di Cartagine, regia di Rudolph Maté (1960)
- Il sepolcro dei re, regia di Fernando Cerchio (1960)
- Fontana di Trevi, regia di Carlo Campogalliani (1960)
- Maciste nella terra dei ciclopi, regia di Antonio Leonviola (1961)
- I tartari, regia di Richard Thorpe e Ferdinando Baldi (1961)
- Maciste all'inferno, regia di Riccardo Freda (1962)
- Mamma Roma, regia di Pier Paolo Pasolini (1962)
- 2 samurai per 100 geishe, regia di Giorgio Simonelli (1962)
- Maciste il gladiatore più forte del mondo, regia di Michele Lupo (1962)
- Il gladiatore di Roma, regia di Mario Costa (1962)
- Ursus gladiatore ribelle, regia di Domenico Paolella (1962)
- Il segno di Zorro, regia di Mario Caiano (1963)
- Ursus nella terra di fuoco, regia di Giorgio Simonelli (1963)
- I due mafiosi, regia di Giorgio Simonelli (1964)
- Il sole scotta a Cipro, regia di Ralph Thomas (1964)
- 00-2 agenti segretissimi, regia di Lucio Fulci (1964)
- Agente 3S3 - Massacro al sole, regia di Sergio Sollima (1966)
- Il bello, il brutto, il cretino, regia di Giovanni Grimaldi (1967)
- I due crociati, regia di Giuseppe Orlandini (1968)
- Satiricosissimo, regia di Mariano Laurenti (1970)
- Il magnifico Robin Hood, regia di Roberto Bianchi Montero (1970)
- Acquasanta Joe, regia di Mario Gariazzo (1971)
- Armiamoci e partite, regia di Nando Cicero (1971)
- Posate le pistole, reverendo, regia di Leopoldo Savona (1972)
- Il boss, regia di Fernando Di Leo (1973)
- Anche gli angeli mangiano fagioli, regia di E.B. Clucher (1973)
- Zio Adolfo in arte Führer, regia di Castellano e Pipolo (1978)
- Vai avanti tu che mi vien da ridere, regia di Giorgio Capitani (1982)
- Il nome della rosa, regia di Jean-Jacques Annaud (1988)
- Stradivari, regia di Giacomo Battiato (1988)